# سیارک ۶۴۲۶
سیارک ۶۴۲۶ (به انگلیسی: 6426 Vanysek، نامگذاری:1995ED) شش هزار و چهارصد و بیست و ششمین سیارک کشف شده‌است که در ۲ مارس ۱۹۹۵ کشف شد.
قدر مطلق سیارک برابر ۱۳٫۷۰ است.